# Victor J. Kemper
Victor J. Kemper (* 14. April 1927 in Newark, New Jersey; † 27. November 2023 in Sherman Oaks, Kalifornien) war ein US-amerikanischer Kameramann.

## Leben
Kemper kam nach seiner Ausbildung an der Kamera 1949 zu einem New Yorker Fernsehsender, wo er als Ingenieur arbeitete. In den folgenden anderthalb Jahrzehnten blieb er technischen Berufen bei Fernsehen und Film treu, ehe er ganz sich der Kameraarbeit beim Kinofilm verschrieb.
Im Jahre 1967 zeichnete er erstmals als einfacher Kameramann bei The Tiger Makes Out verantwortlich. Zwei Jahre später wirkte er in selbiger Funktion bei Alice’s Restaurant. Noch im selben Jahr avancierte er zum Chefkameramann bei dem 1970 angelaufenen Film The Magic Garden of Stanley Sweetheart. Insgesamt wirkte er an fast 60 Produktionen mit, zuletzt 2006 bei Girls United – Alles oder Nichts.
Victor J. Kemper war von 1993 bis 1996 sowie in den Jahren 1999 bis 2001 Präsident der American Society of Cinematographers. 1998 wurde er von dieser Organisation mit dem „ASC Lifetime Achievement Award“ ausgezeichnet.
1987 wurde für seine Arbeit an dem Fernsehfilm Jeder Mord hat seinen Preis, der ersten Fortsetzung der Serie Kojak – Einsatz in Manhattan für den Emmy nominiert. Im Jahr darauf erhielt er für die gleiche Produktion eine Nominierung für den ASC Award.
Kemper starb im Alter von 96 Jahren.

## Filmografie (Auswahl)
- 1970: Ehemänner (Husbands)
- 1971: Hospital (The Hospital)
- 1971: Wer ist Harry Kellerman? (Who Is Harry Kellerman and Why Is He Saying Those Terrible Things About Me?)
- 1971: Der verkehrte Sherlock Holmes (They Might Be Giants)
- 1972: Bill McKay – Der Kandidat (The Candidate)
- 1973: Der Spürhund (Shamus)
- 1974: Spieler ohne Skrupel (The Gambler)
- 1975: Hundstage (Dog Day Afternoon)
- 1976: Mr. Universum (Stay Hungry)
- 1976: Der letzte Tycoon (The Last Tycoon)
- 1977: Schlappschuss (Slap Shot)
- 1977: Audrey Rose – das Mädchen aus dem Jenseits (Audrey Rose)
- 1978: Coma
- 1977: Oh Gott … (Oh God!)
- 1978: Magic – Eine unheimliche Liebesgeschichte (Magic)
- 1979: … und Gerechtigkeit für alle (…And Justice for All)
- 1980: Countdown in Manhattan (Night of the Juggler)
- 1980: Der letzte Countdown (The final Countdown)
- 1980: Xanadu
- 1981: Vier Jahreszeiten (The Four Seasons)
- 1982: Daddy! Daddy! Fünf Nervensägen und ein Vater (Author, Author)
- 1983: Mr. Mom
- 1983: Die schrillen Vier auf Achse (National Lampoon's Vacation)
- 1984: Ein Single kommt selten allein (The Lonely Guy)
- 1985: Pee-Wee’s irre Abenteuer (Pee-wee's Big Adventure)
- 1985: Alle Mörder sind schon da (Clue)
- 1987: Jeder Mord hat seinen Preis (Kojak: The Price of Justice)
- 1988: Heiß auf Trab (Hot to Trot)
- 1988: Hitman – In der Gewalt der Entführer (Cohen and Tate)
- 1989: Die Glücksjäger (See No Evil, Hear No Evil)
- 1990: Nichts ist irrer als die Wahrheit (Crazy People)
- 1991: F/X 2 – Die tödliche Illusion (F/X2)
- 1991: Dinner für Sechs – Woodstock meets Wallstreet (Married to It)
- 1992: Ein Hund namens Beethoven (Beethoven)
- 1995: Tommy Boy – Durch dick und dünn (Tommy Boy)
- 1996: Eddie
- 1996: Versprochen ist versprochen (Jingle All the Way)
- 2005: American Pie präsentiert: Die nächste Generation (American Pie: Band Camp)
- 2006: Girls United – Alles oder Nichts (Bring It On: All or Nothing)